# Oxydation du vin

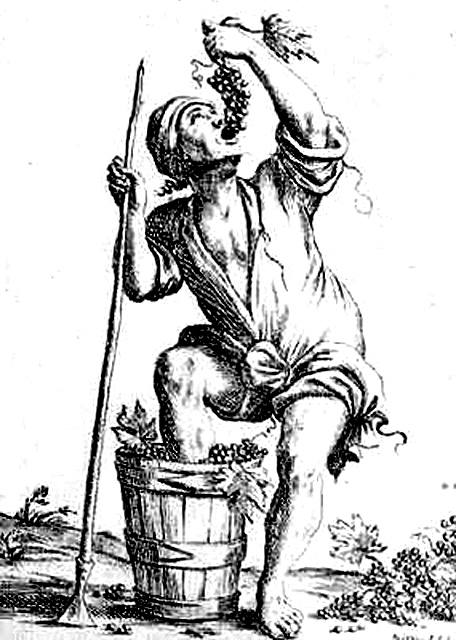
Foulage de la vendange, un des risques d'oxydation.
Gravure du XVIIIe siècle.

L'oxydation du vin est un phénomène naturel d'oxydation des composés du vin en présence d'oxygène de l'air. 
L'oxydation d'un vin modifie ses qualités organoleptiques, elles peuvent être souhaitées, dans le cas de l'élevage et du vieillissement, ou de la madérisation.
Lorsqu'elles sont non souhaitées, elles deviennent des défauts du vin, dans le cas d'une oxydation prématurée, d'une casse oxydasique, ou du rosissement des vins blancs.
Le phénomène inverse est la réduction du vin.

## Origine et mécanisme
L'apport d'oxygène se fait par le contact avec l'air, notamment lors des opérations de vinifications (pressurage, pompage, etc.). 
L'oxygène interagit avec de nombreuses molécules du vin.

## Oxydation favorable

### Vinification
L'oxygène est utile à plusieurs éléments en vinification : pour la multiplication des levures, pour éviter les défauts de réduction, et pour stabiliser les polyphénols.

### Élevage du vin

#### Micro-oxygénation en fût
Certains cépages, notamment le cabernet sauvignon, ont besoin d'oxygène pour vieillir. Si les liaisons chimiques tanins-anthocyanes ne se font pas, le vin est instable et n'atteint pas son optimum.
Le vieillissement en barrique et le micro-bullage sont des opérations nécessaires d'apport modéré et régulier d'oxygène au vin. La porosité naturelle des barriques est utilisée depuis très longtemps pour élever le vin, lentement, sans à coups. Le micro-bullage est un procédé récent, (années 1980) inventé pour recréer artificiellement un apport régulier et lent d'oxygène dans un vin en cuve.

#### Élevage oxydatif avancé.
Certains cas particuliers sont la recherche d'un élevage oxydatif poussé. 
Le vin jaune est l'exemple type d'un vin sec ayant un élevage oxydatif recherché.

### Vieillissement
Lors du vieillissement, un vin est soumis à l'action de l'oxygène.  
Dans un vin rouge, il favorise les liaisons chimiques entre tanins et anthocyanes. La couleur violacée du vin change alors vers le pourpre sombre, puis le rouge rubis. La nuance du vin (cercle qui délimite le vin en bordure du verre) passe du bleuté au rouge puis à l'acajou. Le stade ultime d'évolution d'un vin lui confère une teinte marron, et une robe trouble.

### Madérisation
Certains vins gagnent à prendre des arômes oxydés. Les vins doux naturels en sont. 
Ce n'est pas par hasard que le terme madérisation concerne un vin sucré. En effet, le sucre du vin vient équilibrer les arômes d'oxydation. L'oxydation initiale devient alors facteur de complexité du vin.
La madérisation est un phénomène d'oxydation qui transforme les arômes du vin. Les odeurs caractéristiques sont d'abord la pomme verte (caractéristique de l'acétaldéhyde) puis la noix verte et la noix sèche.

## Oxydation défavorable
Différents phénomènes sont liés à l'oxydation du vin, dans tous les cas, l'oxygène est responsable de modifications d'équilibre direct entre les composés du vin. D'autres défauts peuvent apparaître, comme la piqûre acétique, la casse ferrique, la casse polyphénolique, la casse oxydasique, etc. mais dans ce cas l'oxygène est un substrat pour les micro-organismes, ou un catalyseur de réaction.

### Oxydation prématurée

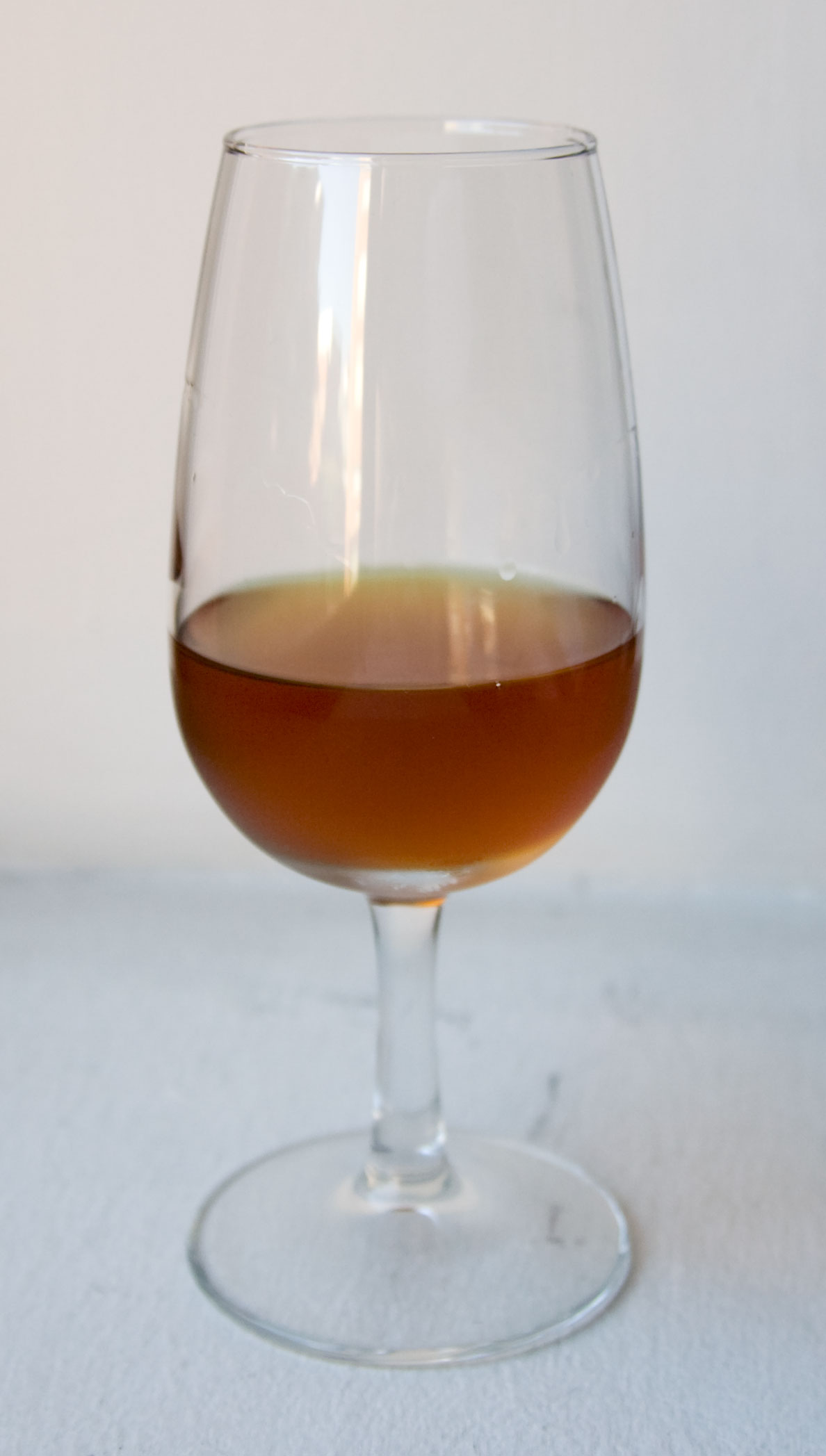
Vin blanc ayant subi une oxydation prolongée.

Depuis les années 1990, un phénomène inquiète certains producteurs de vins. Des vins, censés arriver proche de leur optimum de vieillissement, présentent des signes d'oxydation. Or, ce phénomène tardif se produit en bouteille, à un stade où le producteur ne peut plus agir. Selon Étienne de Montille, cette maladie du vin peut être attribuée à une baisse de la protection du vin (faible taux de SO2, faible quantité de bourbes en vinification, bouchons défectueux) et plus d'agressions (bâtonnage lors de l'élevage en barrique, pompages ou soutirages nombreux, etc.).

### Rosissement des vins blancs

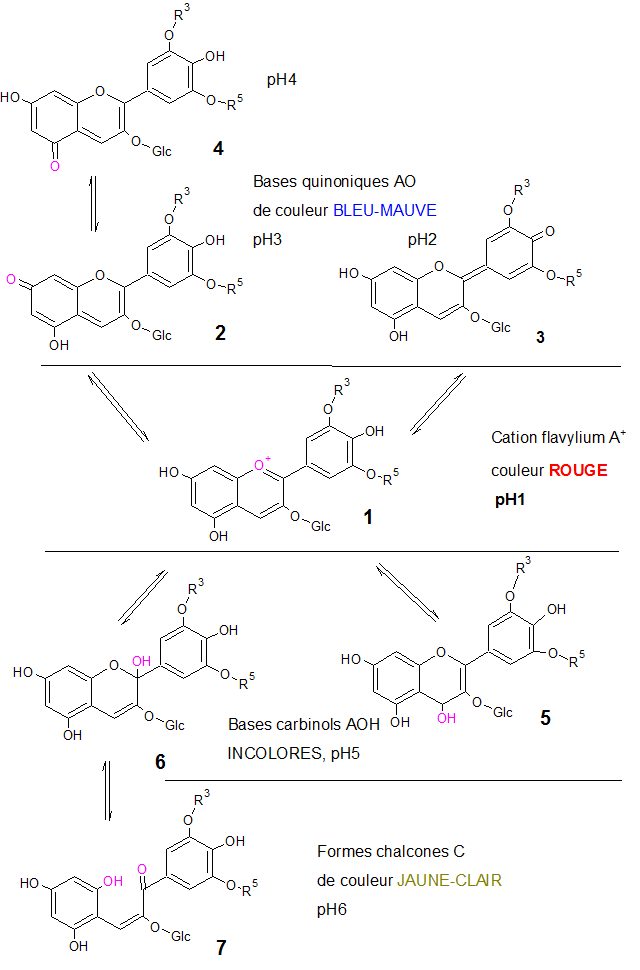
Changement de configuration et de couleur des anthocyanes selon leur forme oxydée ou non.

Le rosissement des vins blancs se manifeste par la légère coloration rosée de vins normalement blancs qui prennent l'apparence de vins « tachés » c'est-à-dire comme ceux qui seraient contaminés par la présence d'anthocyanes des vins rouges.
Le phénomène est dû à la présence d'un polyphénol dissous normalement incolore, mais qui devient rose sous l'effet de l'oxydation. Sa structure moléculaire est affectée par ce changement, ce qui modifie également la façon dont il renvoie la lumière.

## Précautions

### Moyens pour empêcher l'oxydation

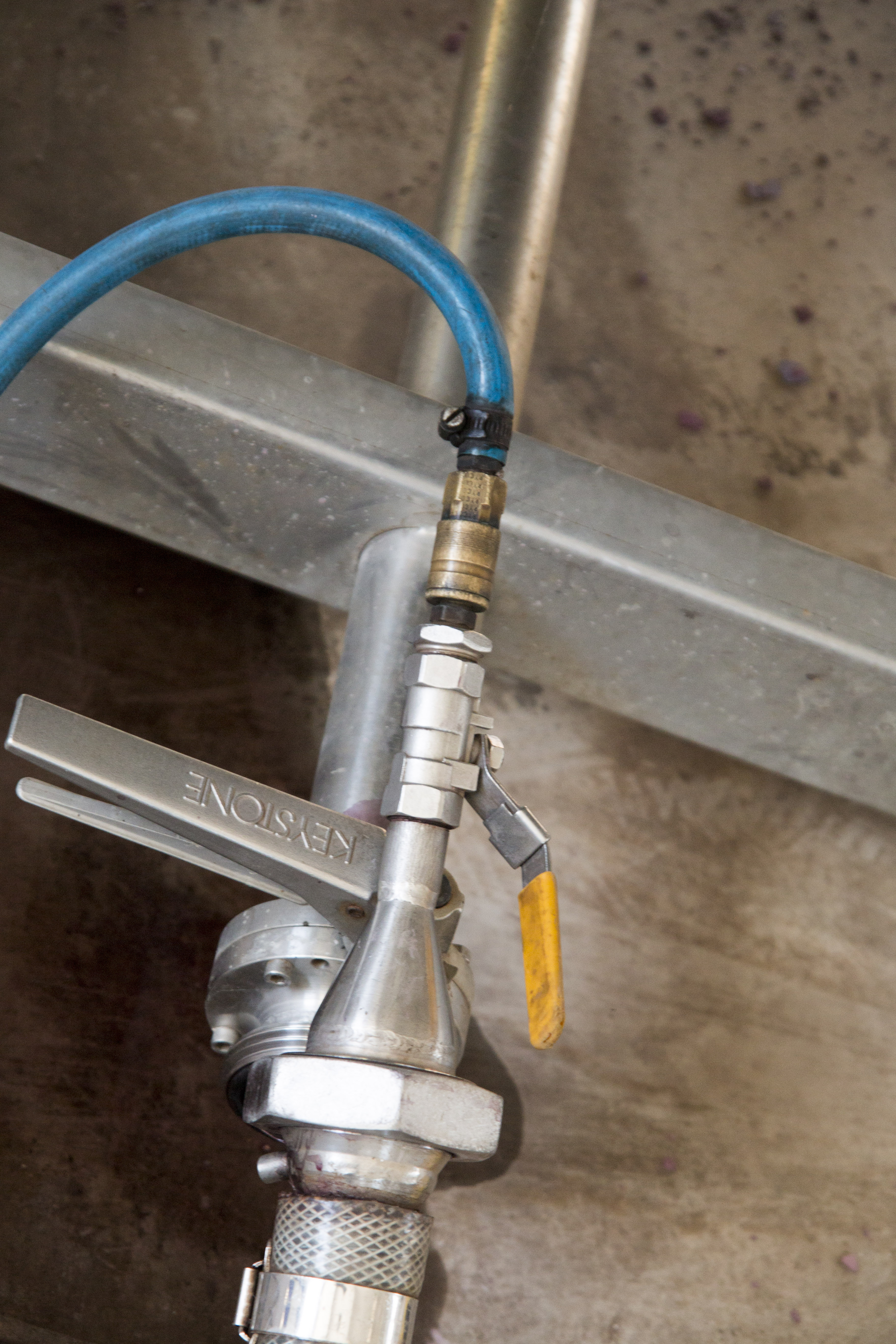
Injection de gaz dans un tuyau pour pousser le vin sans apport d'oxygène.

Depuis les amphores antiques jusqu'aux bouteilles du XXIe siècle, les producteurs et consommateurs ont toujours essayé de protéger le vin de l'oxygène.
En cave, le vinificateur veille à garder les cuves pleines, en particulier les barriques qui nécessitent un ouillage régulier.
Le principe de l'inertage permet de remplacer l’oxygène par un autre gaz, tel que du dioxyde de carbone, de l’azote ou de l'argon (CO2, N2, Ar), et d'éviter ainsi une oxydation. Il peut être réalisé lors du pressurage. Lors des transferts, il est possible d'inerter la ligne avant le pompage, et de pousser le vin dans la ligne avec ces mêmes gaz lorsque l’opération est terminée. Les cuves en vidanges peuvent également être complétées avec un gaz neutre.
En grande distribution, la caisse-outre (ou BIB, de Bag-in-Box) remplace progressivement le Cubitainer, ayant l'avantage de réduire le volume du sac avec celui du vin tiré : le vin reste ainsi à l'abri de l'oxygène de l'air.

### Moyens pour réduire les effets de l'oxydation
Lors des vendanges, l'apport de SO2 (sulfitage) à une propriété anti-oxydante. Le sulfitage est aussi réalisé pendant l'élevage du vin et lors des mises en bouteilles.
L'acide ascorbique est également autorisé comme traitement des vins.
Il est possible de traiter un moût ou un vin oxydé pour corriger sa couleur, au caséinate de potassium, à la caséine, à la colle protéique végétale, ou à la PVPP. 